# Pedro de Barrondo Garay
Pedro de Barrondo y Garay fue uno de los fundadores de la Sociedad Deportiva de Remo Kaiku en 1923 y durante la guerra civil española luchó en el Batallón ''Azkatasuna''.

## Biografía
Nació en La Campa de Erandio, en el municipio de Erandio. Poco tiempo después, él y su familia se trasladaron al barrio de Simondrogas, perteneciente al municipio de Sestao. En 1923, Pedro y un grupo de amigos crean la Sociedad Deportiva de Remo Kaiku, que adoptará los colores verde y negro exhibidos a bordo de la primeramente llamada "Juanita" y hoy en día conocida como "Bizkaitarra".
Durante la guerra civil española, luchó en el Batallón ''Azkatasuna'' de EAE-ANV, integrado en el Euzko Gudarostea. Tras la caída de Bilbao, la Plana Mayor del batallón fue sustituida mediante una votación de oficiales, dada la creciente desmoralización entre los hombres y Pedro fue nombrado comisario. El citado batallón desapareció al entregarse las tropas vascas concentradas en la zona de Laredo-Santoña a los italianos. Momentos antes de ser fusilado en la cárcel de Larrinaga, escribió lo siguiente a su familia:"Que no os avergüence mi muerte, al contrario, recordadme como un Mártir por Dios y Euzkadi. Con abrazos y besos póstumos". La carta en cuestión la conserva íntegra la Fundación Sabino Arana.